# Enrico Guadrini
Enrico Guadrini, né le 7 septembre 1945 à Pompiano en Lombardie, est un coureur cycliste italien, professionnel de 1971 à 1980. Il s'est notamment classé deuxième d'une étape sur le Tour d'Italie 1976.

## Palmarès
- 1970
  - Trophée Mauro Pizzoli
- 1980
  - Prologue du Tour d'Andalousie (contre-la-montre par équipes)

## Résultats sur les grands tours

### Tour d'Italie
6 participations
- 1973 : abandon (11e étape)
- 1974 : 55e
- 1975 : 46e
- 1976 : 25e
- 1977 : 66e
- 1979 : 83e